# Juan Soto Quintana
Juan Ernesto Soto Quintana (Santiago, Chile, 25 de junio de 1956) es un exfutbolista chileno. Jugó de mediocampista, siendo seleccionado desde la serie juvenil. 

## Trayectoria
Su comienzo como futbolista fue en las divisiones inferiores de Universidad de Chile, club en el que debutó profesionalmente en 1973. En los dos años siguiente es transferido en calidad de préstamo a clubes que militan en la Primera División B (Segunda división), Everton en 1974 y Ñublense en 1975.
De vuelta en Universidad de Chile jugó cuatro temporadas, hasta 1979, para ser transferido en 1980 nuevamente a un equipo de la Primera División B, Deportes Arica, de donde es rescatado para jugar en Primera División por el club Naval entre los años 1981 y 1987. Los dos siguientes años, 1988 y 1989, jugó en Colo-Colo, siendo transferido a mediado de este último año al Morelia de México. A mediados de 1990, regresó a Chile a Universidad de Chile, en cuyo club jugó el último año antes de su retiro.

## Selección nacional
Fue internacional con la Selección de fútbol de Chile entre los años 1977 y 1988. Su estadística registra que jugó 20 partidos y convirtió un gol.

### Participaciones en Copa América
| Torneo            | Sede          | Resultado    | Partidos | Goles |
| ----------------- | ------------- | ------------ | -------- | ----- |
| Copa América 1983 | Sin sede fija | Primera Fase | 3        | 0     |

## Estadísticas

### Clubes
| Club                 | País   | Año       |
| -------------------- | ------ | --------- |
| Universidad de Chile | Chile  | 1973-1979 |
| → Everton (cedido)   | Chile  | 1974      |
| → Ñublense (cedido)  | Chile  | 1975      |
| Deportes Arica       | Chile  | 1980      |
| Naval                | Chile  | 1981-1987 |
| Colo-Colo            | Chile  | 1988-1989 |
| Monarcas Morelia     | México | 1989-1990 |
| Universidad de Chile | Chile  | 1990-1991 |

## Palmarés

### Campeonatos nacionales
| Título           | Club                 | País  | Año  |
| ---------------- | -------------------- | ----- | ---- |
| Copa Chile       | Universidad de Chile | Chile | 1979 |
| Copa Chile       | Colo-Colo            | Chile | 1989 |
| Primera División | Colo-Colo            | Chile | 1989 |